# Bussard ramjet
Bussard ramjet
Bussard ramjet, também chamado de Propulsão Bussard, é um método de propulsão para naves espaciais proposto em 1960 pelo físico Robert W. Bussard, e popularizado pelo astrônomo e divulgador científico Carl Sagan na série de televisão e posterior livro Cosmos e pelo escritor estadunidense Poul Anderson em seu livro Tau Zero onde a espaçonave Leonora Christine utiliza esta propulsão. Basicamente, é uma variação dos chamados foguetes de fusão nuclear capaz de proporcionar viagens interestelares de forma rápida. É formado por um grande coletor (com diâmetro medido em quilômetros) utilizado para recolher e comprimir o hidrogênio existente no meio interestelar e de um reator a fusão nuclear que utiliza o hidrogênio coletado como combustível para a fusão. O material recolhido é então direcionado para os exaustores de um foguete do tipo ramjet e utilizado para a aceleração da nave.

## Princípio de Funcionamento
Teoricamente, uma propulsão do tipo ramjet poderia acelerar indefinidamente, até que seu mecanismo falhe. Uma espaçonave que utilizasse esse tipo de propulsão poderia acelerar até uma velocidade próxima à da velocidade da luz, e seria um tipo de nave bastante eficiente. O tempo necessário para uma espaçonave que utilize essa propulsão atingir uma fração da velocidade da luz é determinado pela quantidade de massa que a espaçonave conseguirá recolher do meio interestelar e utilizar pelo ramjet.
A velocidade alcançada por uma espaçonave impulsionada por um motor ramjet depende do tempo de aceleração conseguido pelo motor. Se o motor atingir aceleração de 10 m/s² (pouco maior que a gravidade terrestre), a espaçonave poderá atingir 77% da velocidade da luz em aproximadamente um ano. Porém, se o motor atingir uma aceleração média de 0,1 m/s², então serão necessários 100 anos para atingir a mesma velocidade.
A velocidade que pode ser atingida por uma propulsão Bussard depende de 3 fatores:
1. A taxa de coleta de massa permitida pelo coletor de íons.
2. A velocidade de exaustão do ramjet e a pressão conseguida pelo jato da exaustão. A pressão gerada pode ser calculada como sendo a massa dos íons expelidos por segundo multiplicada pela velocidade de exaustão do ramjet (Ve).
3. Tempo de funcionamento do ramjet, antes que a pressão exercida pelo meio interestelar o quebre.

A coleta do propelente poderá ser utilizado como massa de reação em um foguete de plasma, foguete de íons ou em um eventual foguete de antimatéria. O espaço interestelar possui aproximadamente 10−21 kg de matéria por m³. Isso significa que, para que o ramjet possa recolher propelente a uma taxa de um grama de íons por segundo, o coletor deverá varrer, aproximadamente, 1018 m³ de espaço.
Uma fonte de energia mais maciça irá adicionar maior massa ao sistema, fazendo com que a aceleração seja menor. Dessa forma, o poder específico (A) da fonte de energia do ramjet é crucial. O poder específico A é o número de joules de energia que o reator da espaçonave consegue gerar por quilograma de sua massa. Este número depende da densidade de energia existente no combustível do ramjet e do projeto utilizado nos reatores nucleares utilizados.
A mais óbvia fonte de combustível, que foi proposta por Bussard, é a fusão do hidrogênio, já que o hidrogênio é o que se acredita ser o mais comum elemento componente do gás interestelar.
A massa do coletor de íons deverá ser minimizada, para a utilização em uma espaçonave interestelar. A função de coleta dos íons será melhor realizada caso sejam utilizados campos eletromagnéticos ou campos eletrostáticos. Um campo eletromagnético poderia atrair íons positivos do meio interestelar e forçá-los para dentro do motor ramjet. O funil eletromagnético assim criado, forçaria os íons em espirais helicoidais em torno das linhas do campo magnético do coletor, enquanto a espaçonave seguiria sua jornada através do espaço.